# Dirca
Dirca es un género con tres especies de plantas pertenecientes a la familia Thymelaeaceae, nativo de Norteamérica. Se conoce con el nombre común de leño de plomo.
El género fue nombrado en honor de Dirce de la mitología griega.
Hay tres especies en el género, todos arbustos caducifolios. Dirca palustris en una especie ampliamente distribuida por el este de Norteamérica, mientras que D. occidentalis crece en unos pocos condados de la Bahía de San Francisco en California. La tercera, D. mexicana, encontrada en el nordeste de México, fue descubierta por primera vez en 1990.
Dirca palustris, alcanza un máximo de 3 metros de altura y es ocasionalmente cultivado. Tiene pequeñas flores amarillas que aparecen antes que las hojas.

## Especies
- Dirca mexicana
- Dirca occidentalis
- Dirca palustris